# Claus Kniphoff
Claus Kniphoff (* um 1500 in Kopenhagen; † 30. Oktober 1525 in Hamburg) war ein dänischer Admiral und Seeräuber.

## Leben
Kniphoff war der Stiefsohn des Bürgermeisters von Malmö, Jörgen Kock. Er wuchs wahrscheinlich in Malmö auf.
Kniphoff wurde von dem abgesetzten dänischen König Christian II., der sich im Exil in Holland aufhielt, angeworben und mit einem Kaperbrief versehen. Kniphoff sollte im Krieg gegen den amtierenden König Friedrich I. die Seefahrt der Hansestädte schädigen, die Friedrich unterstützten. Kniphoff rüstete eine Flotte aus, warb Seeleute an und begann einen Kaperkrieg auf der Nordsee gegen hansische Schiffe. Nach einer Anfrage der Hansestädte bei der holländischen Regentin Margarete bestritt diese, Claus Kniphoff beauftragt zu haben, der daraufhin zum Seeräuber erklärt wurde.
Im Herbst 1525 wurde er von einer Hamburger Flotte unter Ditmar Koel bei Greetsiel gestellt und mit 162 weiteren Männern gefangen genommen.
Ihm wurde in Hamburg der Prozess gemacht. Kniphoff berief sich zunächst darauf, rechtmäßig im Krieg Christians gegen die Hansestädte gehandelt zu haben. Da der Krieg aber nicht öffentlich bekannt gemacht worden war, wurde diese Verteidigung abgewiesen und Kniphof wegen Seeräuberei zum Tode verurteilt. Er wurde am 30. Oktober 1525 in Hamburg auf dem Grasbrook hingerichtet.

## Rezeption
Der Pfarrer Stefan Kempe, der der Beichtvater des Verurteilten war, verfasste ein niederdeutsches Lied über ihn.
Der Archivar Otto Beneke widmete Kniphoff eine längere Erzählung in seinen „Hamburgischen Geschichten und Sagen“.
- Heinrich Behnken verfasste 1922 das Drama Klaus Kniphoff un Maria Hohusen. (Ein historisches Schauspiel in fünf Aufzügen).
- 1927 wurde Behnkens Werk als Klaus Knipphoff von der Nordischen Rundfunk AG (NORAG) unter der Regie von Hans Böttcher als Sendespiel (Hörspiel) gesendet. Die Ausstrahlung fand am 18. Februar 1927 live ohne die Möglichkeit einer Aufzeichnung statt.